# Eisenbahnunfall von Leiferde
Der Eisenbahnunfall von Leiferde war ein Gefahrgutunfall, bei dem am 17. November 2022 zwei Güterzüge auf der Bahnstrecke Berlin–Lehrte zusammenstießen, was deren mehrwöchige Sperrung zur Folge hatte.

## Ausgangslage
Der Güterzug DGS 90977 von Köln-Nippes nach Schwedt (Oder) verkehrte Richtung Berlin. Der Zug war aus Schiebewandwagen gebildet und verkehrte für LOCON Logistik & Consulting. Er kam wegen des durch den Güterzug DGS 45387 belegten folgenden LZB-Teilblock am LZB-Blockkennzeichen 86 zwischen der Brücke über die Oker  und dem Haltepunkt Leiferde (b Gifhorn) zum Stehen.
Dem DGS 90977 folgte ein weiterer Güterzug, DGS 42593 von Antwerpen Nord nach Köthen von Crossrail Benelux. Dessen Lokomotive der Baureihe 186 war von Alpha Trains angemietet und zog 25 mit Propan beladene Druckgas-Kesselwagen.
Die Strecke ist sowohl mit Punktförmiger Zugbeeinflussung (PZB) als auch mit Linienförmiger Zugbeeinflussung (LZB) ausgerüstet. Beide Züge verkehrten zunächst LZB-geführt.

## Unfallhergang
Der DGS 42593 verlor die Kommunikation zur LZB-Zentrale (LZB-Übertragungsausfall), wurde daraufhin durch die LZB bis zum Stillstand heruntergebremst und kam etwa 100 m vor dem LZB-Blockkennzeichen 90 zum Stehen. Die zuständige Fahrdienstleiterin des Bedienplatzes Fallersleben West in der Betriebszentrale Hannover unterließ die in diesem Fall notwendige Einzelräumungsprüfung, um das Freisein der vor ihm liegenden Strecke bis zum folgenden Hauptsignal, dem Blocksignal der Überleitstelle Leiferde (b Gifhorn), zu prüfen, und diktierte dem Triebfahrzeugführer einen schriftlichen Befehl, dass er signalgeführt mit 40 km/h weiterfahren sollte. Er fuhr in den besetzten Blockabschnitt ein, überschritt im weiteren Verlauf die zulässige Höchstgeschwindigkeit um bis zu 10 km/h, leitete eine Schnellbremsung ein und prallte gegen 3:26 Uhr nach 140 Metern Bremsweg mit 36 km/h auf den Zugschluss des auf der Strecke stehenden DGS 90977 auf.

## Folgen

### Unmittelbare Folgen
Der Triebfahrzeugführer in der auffahrenden Lokomotive wurde leicht verletzt. Diese und vier der Kesselwagen kippten bei Streckenkilometer 208,92 aus dem Gleis, wobei der zweite und dritte Kesselwagen leck schlugen und etwa 250 kg Propangas pro Stunde entwichen, wodurch Explosionsgefahr bestand. Die vier letzten Wagen des stehenden Zuges entgleisten ebenfalls, einer davon wurde völlig zertrümmert, ein weiterer kippte zur Seite.
Oberbau und Oberleitung wurden auf mehreren hundert Metern schwer beschädigt, ebenso nahmen Leit- und Sicherungstechnik schweren Schaden. Beide Richtungsgleise der Strecke wurden in der Folge zwischen Meinersen und Gifhorn gesperrt. Der Deutschen Bahn entstanden durch den Unfall Kosten von drei Millionen Euro, wobei Arbeitsstunden, Maschineneinsatz und Materialkosten den größten Teil der Schadenssumme ausmachten. Die Bundesstelle für Eisenbahnunfalluntersuchung beziffert den Schaden an Fahrzeugen und Infrastruktur auf über vier Millionen Euro.

### Bergung
Die Unfallstelle befand sich in einem Waldgebiet und war für Rettungs- und Bergungsfahrzeuge nur schwer über einen aufgeweichten Waldweg erreichbar. Der Waldweg wurde geschottert, um Bergungsfahrzeuge an die Unfallstelle heranfahren zu können, die Oberleitung teilweise abgebaut. Auch konnten sich die Einsatzkräfte der Unfallstelle wegen des austretenden, gesundheitsschädlichen Gases nur mit Atemschutzgerät nähern.
Am 18. November 2022 wurde der noch fahrfähige Teil des DGS 90977 zum Bahnhof Fallersleben gezogen. Gleiches geschah mit den noch fahrfähigen Kesselwagen in die Gegenrichtung zum Bahnhof Dollbergen.
Wegen Windstille zog ausströmendes Gas nicht ab, so dass wegen der Explosionsgefahr die Unfallstelle zeitweise nicht betreten werden durfte. Die Feuerwehr, darunter auch Spezialisten der Werkfeuerwehren CHEMPARK Dormagen, Chemiepark Marl und BASF Ludwigshafen pumpten das Propan aus den verunfallten Kesselwagen schließlich teils ab, teils wurde es kontrolliert abgebrannt. Das Abpumpen erwies sich wegen der niedrigen Temperaturen als schwierig. Die Wagen wurden mit warmem Wasser besprüht, um das Propan schneller in gasförmigen Zustand zu versetzen. Am 19. und 22. November 2022 wurden Kesselwagen an die Unfallstelle gefahren, um das abgepumpte Gas aufzunehmen. Die Arbeiten dauerten bis zum 25. November 2022.
Anschließend wurde von beiden Seiten je ein Schienenkran an die Unfallstelle herangefahren. Die Wagen wurden – soweit noch möglich – wieder aufgegleist. Die Bergung der Lokomotive erwies sich als schwierig. Vor allem wurde dabei festgestellt, dass die Lokomotive große Mengen Öl ins Erdreich verloren hatte. Zwar kam es deshalb zu einem weiteren Einsatz der Feuerwehr, letztendlich musste der Boden vor dem Wiederaufbau der Strecke aber großräumig ausgekoffert werden. Die Lokomotive und die nicht mehr fahrfähigen Wagen wurden auf Flachwagen verladen und abgefahren, weil die Zerlegung vor Ort nicht möglich war.

### Auswirkungen auf das Netz
Es kam zu massiven Einschränkungen des Eisenbahnverkehrs in der Relation Hannover–Berlin. Zum Teil fielen die Züge aus, zum Teil wurden sie weiträumig umgeleitet, weil näher gelegene Ausweichstrecken wie die parallel verlaufende Bahntrasse über Braunschweig und Magdeburg wegen Bauarbeiten gesperrt waren. Bei den Zügen des Fernverkehrs, die noch fuhren, kam es zu Verspätungen von bis zu zwei Stunden. Es dauerte mehr als drei Wochen, bevor am 9. Dezember 2022 die Strecke – zunächst nur für den Güterverkehr – wieder freigegeben wurde. Zwei Tage später konnte auch der Personenverkehr wieder aufgenommen werden.

### Ermittlungen
Die Bundespolizei stellte am Unfalltag Beweismittel an der Unfallstelle und an den für den Bahnbetrieb verantwortliche Stellen sicher. Nach ersten Erkenntnissen nahm sie Ermittlungen gegen die Fahrdienstleiterin wegen gefährlichen Eingriffs in den Bahnverkehr und fahrlässiger Körperverletzung auf. Nach weiteren Ermittlungen sah die Staatsanwaltschaft Hildesheim im Herbst 2023 einen Anfangsverdacht auf Gefährdung des Bahnverkehrs gegen die Fahrdienstleiterin. Im Juli 2024 wurde das Verfahren gegen eine Geldauflage in dreistelliger Höhe vorläufig eingestellt.
Die Bundesstelle für Eisenbahnunfalluntersuchung untersuchte den Unfall. Im November 2023 wurde ein Zwischenbericht und am 3. Februar 2025 der abschließende Unfalluntersuchungsbericht veröffentlicht.

#### Systemische Komponenten
In ihrem Abschlussbericht kritisierte die Bundesstelle für Eisenbahnunfalluntersuchung (BEU) neben dem Verhalten der Fahrdienstleiterin auch besonders systemische Mängel bei der Aus- und Weiterbildung der Fahrdienstleiter auf den Stellwerken sowie deren Überwachung bei der Dienstausübung. 
Im Rahmen der Analyse des Ereignisses wurde deutlich, dass die Vorbereitung des Stellwerkspersonals auf betriebliche Besonderheiten im Bezug auf LZB insgesamt unzureichend war. Dies ist in erster Linie auf strukturelle Defizite im Schulungs- und Kontrollsystem zurückzuführen. Der zum Ereigniszeitpunkt verantwortliche Bezirksleiter Betrieb, zugleich direkter betrieblicher Vorgesetzter der Fahrdienstleiter, war in dieses System eingebunden und unterlag selbst keiner ausreichenden fachlichen Kontrolle durch seine übergeordneten Stellen.
In einem weiteren Punkt wurden Ungenauigkeiten im gültigen Regelwerk angesprochen. So waren in der Fahrdienstvorschrift keine konkreten Anweisungen zum Verhalten bei der Räumungsprüfung nach einem LZB-Übertragungsausfall gegeben. Zudem galt eine Zugfahrt auf Befehl 10 und 10.1, wie sie dem DGS 42593 erteilt wurden, nicht als Zugfahrt mit besonderem Auftrag. Als eine solche wäre nach der betrieblichen Mitteilung (BM) 2018-037/B-BW (A02) der DB Netz, die 2018 infolge des Eisenbahnunfalls von Meerbusch-Osterath herausgegeben wurde, für die erste Zugfahrt zusätzlich ein Befehl 12 zum Fahren auf Sicht vonnöten gewesen. Dadurch hätte das Ereignis möglicherweise verhindert oder mindestens die Schwere gemindert werden können. Dies wurde mit Inkrafttreten der Aktualisierung 04.2 der Fahrdienstvorschrift zum Fahrplanwechsel am 14. Dezember 2023 geändert.
Auch getadelt wurde die mangelnde Absprache bei Herstellung, Wartung und Instandsetzung von LZB-Anlagen, sowohl fahrzeug- als auch streckenseitig, zwischen den beteiligten Stellen, konkret dem Eisenbahninfrastrukturunternehmen, dem Eisenbahnverkehrsunternehmen und für Instandhaltung zuständige Stelle, gerade in Bezug auf Störungen. Bei besserer Kommunikation könnten häufige technische Fehler in der LZB effektiver ermittelt und behoben werden, wodurch der LZB-Übertragungsausfall des DGS 42593 eventuell gar nicht stattgefunden hätte, der die Ereigniskette überhaupt erst ausgelöst hatte.

#### Sicherheitsempfehlungen
Im Anschluss an die Ermittlungen veröffentlichte die BEU zwei Sicherheitsempfehlungen:
Sicherheitsempfehlung 04/2025 bezieht sich auf die Überwachung der „Mitarbeiter mit sicherheitsrelevanten Funktionen“ und legt nahe, dass Aus- und Fortbildung sowie Überwachung von Fahrdienstleitern zukünftig sicherer, effektiver und auf den individuellen Arbeitsplatz zugeschnittener gestaltet werden sollten.
Sicherheitsempfehlung 05/2025 regt eine gemeinsame Kommunikationsplattform für die Beteiligten an der strecken- sowie fahrzeugseitigen Ausrüstung der LZB an, um Übertragungsausfälle unwahrscheinlicher zu machen.